# Чучак Роман Володимирович
Рома́н Володи́мирович Чуча́к (нар. 5 жовтня 1991, Підзамче, Рівненська область, Україна — пом. 17 жовтня 2023, Бахмут, Донецька область, Україна) — молодший сержант Збройних сил України, командир десантно-штурмового відділення, учасник російсько-української війни. Кавалер ордена «За мужність» III та II ступенів. Також був нагороджений нагрудною відзнакою «Щит переможця».

## Життєпис
Народився 5 жовтня 1991 року в селі Підзамче Рівненської області. Навчався в Підзамчівській загальноосвітній школі(нині Підзамчівський ліцей). Після закінчення школи вступив до Радивилівського професійного ліцею. Після закінчення працював будівельником. 
9 травня 2022 року був призваний до лав Збройних Сил України та потрапив до 80-тої окремої десантно-штурмової бригади. Обіймав посаду командира десантно-штурмового відділення.
Загинув 17 жовтня 2023 року під час виконання бойового завдання поблизу міста Бахмут. Вважався безвісти зниклим 2 місяці.Похований 15 грудня на кладовищі в рідному селі. В Романа залишилися дружина та двоє неповнолітніх дітей.

## Нагороди
- орден «За мужність» III ступеня (2023) — за особисту мужність, виявлену у захисті державного суверенітету та територіальної цілісності України, самовіддане виконання військового обов’язку[8];
- орден «За мужність» II ступеня (2024, посмертно) — за особисту мужність, виявлену у захисті державного суверенітету та територіальної цілісності України, самовіддане виконання військового обов’язку[9].